# 瓦尔德马尔·浦耳生金质奖章
瓦尔德马尔·浦耳生金质奖章（英語：Valdemar Poulsen Gold Medal）是丹麦技术科学院颁发的年度奖项，它以无线电先驱瓦尔德·浦耳生的名字命名，授予在无线电技术和相关领域做出杰出研究的科学家。该奖项于每年11月23日颁奖，以纪念浦耳生的诞辰。1993年，奖项停止颁发。

## 获奖人
- 1939年 瓦尔德马尔·浦耳生[2]
- 1946年 罗伯特·沃森-瓦特[3]
- 1947年 恩斯特·亚历山德森[4]
- 1948年 爱德华·维克托·阿普尔顿[5]
- 1953年 巴尔塔萨·范德波尔[6]
- 1956年 Harald T.Friis[7]
- 1960年 查尔斯·P·金斯伯格[8]
- 1963年 约翰·皮尔斯[9]
- 1969年 杰伊·莱特·福里斯特[10]
- 1973年 J.B.Gunn[11]
- 1976年 安德鲁·鲍贝克[12]